# Olsztyn (województwo śląskie)
Olsztyn – miasto w Polsce, w województwie śląskim, w powiecie częstochowskim, około 15 km na południowy wschód od Częstochowy, siedziba gminy Olsztyn. Przez miejscowość biegnie Szlak Orlich Gniazd. Nad miastem góruje wzgórze, na którym znajdują się ruiny XIII-wiecznego zamku.
Olsztyn posiadał prawa miejskie w latach 1488–1870, odzyskał je w 2022 roku.

## Położenie
Olsztyn położony jest na obszarze Małopolski oraz dawnej ziemi krakowskiej, na zachodnim krańcu Wyżyny Krakowsko-Częstochowskiej.

## Nazwa miejscowości

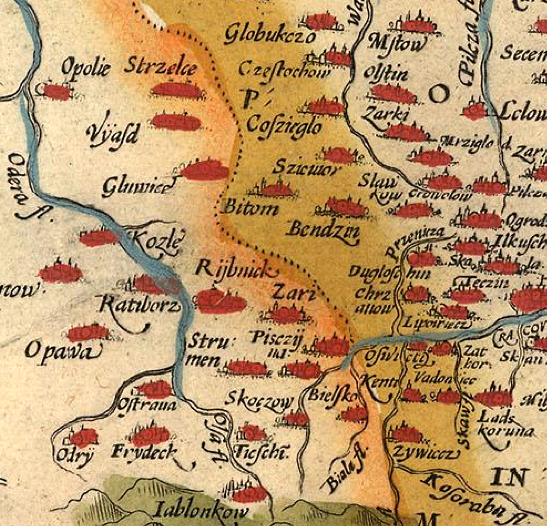
Olsztyn w zapisie Olstin w granicach Korony Królestwa Polskiego na mapie Wacława Grodzieckiego wydanej w 1592 roku

Nazwa Olsztyn jest mutacją wcześniejszej formy Holsztyn i wywodzi się z języka niemieckiego (Hohlstein). W pierwotnej postaci brzmiała ona prawdopodobnie Holstein, bądź Hohlenstein i nawiązywała do miejsca pochodzenia osadników zakładających miejscowość.
Odmienna etymologia nazwy nawiązuje do niemieckich słów hohl lub Höhle (pusto lub pieczara z jęz. niem.) i Stein (kamień z jęz. niem.) – w wolnym tłumaczeniu pusty kamień lub pieczara (jaskinia) w kamieniu. Skała, na której stał zamek posiada sporej wielkości grotę, łączącą się z labiryntem wykutych w skale zamkowych lochów.
Osadę pod zamkiem nazywano z początku Olsztynkiem. W przywileju lokacyjnym króla Kazimierza IV Jagiellończyka z 1488 r. miasto również nazwano Olsztynkiem. Nazwa Olsztyn po raz pierwszy w odniesieniu do miasta pojawiła się w dokumentach w 1620 r., a później obie nazwy funkcjonował zamiennie. Dopiero, gdy w wyniku wojen zamek popadł w całkowitą ruinę, miasto zaczęto nazywać Olsztynem. Przyczyniło się do tego również wybudowanie w mieście kościoła, do którego funkcje kultowe przeniesiono z kaplicy zamkowej, gdyż dokumenty parafialne tam prowadzone zachowały ciągłość nazewniczą pod nazwą Olsztyn.

## Części miasta
| SIMC    | Nazwa          | Rodzaj                             |
| ------- | -------------- | ---------------------------------- |
| 0140681 | Bloki Kolejowe | część miasta                       |
| 1001786 | Joachimów      | część miasta (zniesiona w 2023 r.) |
| 0140698 | Odrzykoń       | część miasta                       |

## Herb
Najstarsza znana pieczęć Olsztyna pochodzi z XVI wieku. W 1870 roku należący wówczas do zaboru rosyjskiego Olsztyn utracił prawa miejskie, których nie odzyskał po odzyskaniu niepodległości. W II RP miejscowości gminne nie miały prawa posługiwać się znakiem. Herb wsi i gminy przywrócono w latach 80. XX wieku.
W czerwonym polu w środku czoła tarczy znajduje się korona. Niżej kształt przypominający literę H oraz kombinacja liter S i W.
Zasadniczym elementem herbu jest korona, stanowiąca symbol monarszych praw własnościowych, osada była bowiem do końca I Rzeczypospolitej miastem królewskim.
Według badań dr hab. Marcelego Antoniewicza z Akademii im. Jana Długosza w Częstochowie kształt przypominający literę H nie pochodzi od niemieckiego Holstein oznaczającego „wydrążoną skałę”, lecz jest to wyobrażenie królewskiego tronu. W tron wpisana jest litera S odnosząca się według dr Henryka Seroki z Uniwersytetu Marii Curie-Skłodowskiej w Lublinie do imienia króla Zygmunta I Starego (Sigismundus). Świadczy o tym królewska korona. Litera W odnosi się do Wawelu lub Władysława Jagiełły, dziadka Zygmunta I Starego, który odzyskał olsztyński zamek z rąk księcia Władysława Opolczyka i wcielił powtórnie do Korony.

## Historia

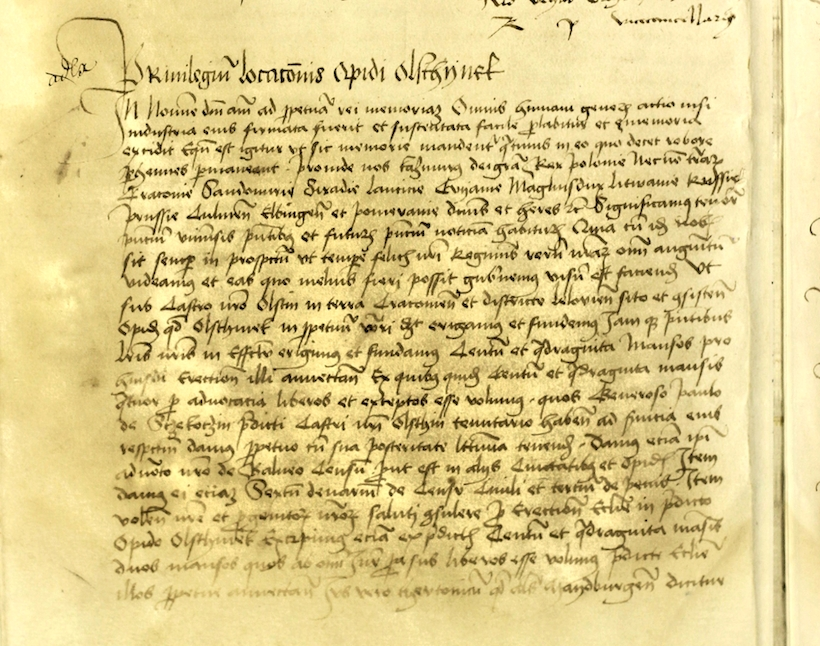
Fragment dokumentu lokacyjnego Olsztynka z 1488 roku

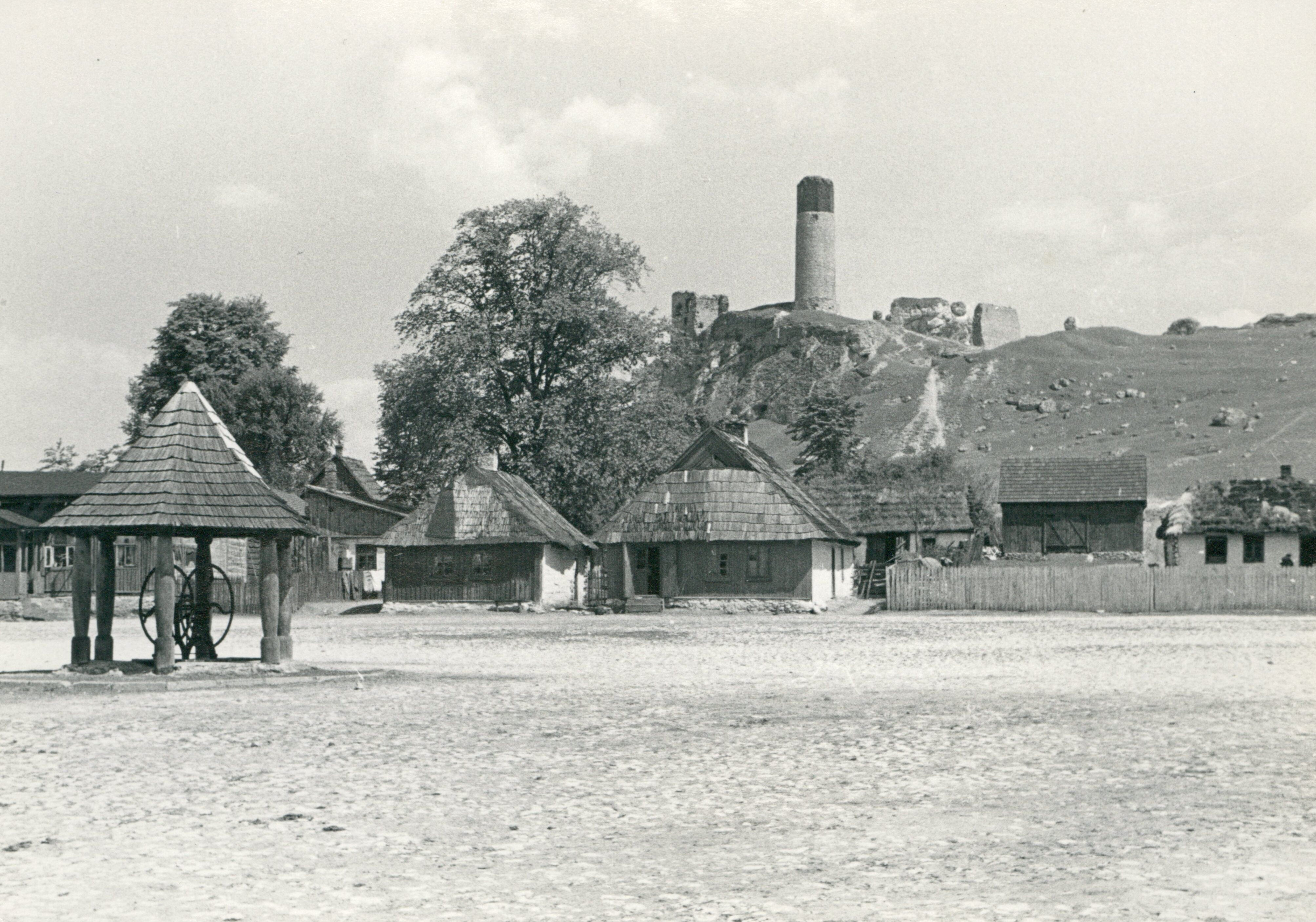
Rynek i zamek w latach 30. XX w.

Początki osady ściśle związane są z powstaniem warowni, która wzmiankowana była po raz pierwszy w 1306 jako zamek w Przemiłowicach (castrum Premilovicz). Nazwa Olsztyn pojawiła się po raz pierwszy w 1349. W 1370 Olsztyn został nadany Władysławowi Opolczykowi. W 1396 został przyłączony przez Władysława Jagiełłę do Korony. W 1488 Olsztyn otrzymał prawa miejskie z rąk Kazimierza Jagiellończyka i teren ok. 28 km². W pierwszych latach po nadaniu praw miejskich w Olsztynie znajdowało się 10 domów. Miejscowość rozwijać się miało jako ośrodek drobnego handlu i rzemiosła. W 1532 r. miasto otrzymało prawo do organizowania jarmarków cztery razy w roku, co miał dać mu impuls rozwojowy, dzięki czemu na przełomie XVI i XVII w. liczyło 91 domów, a wśród mieszkańców znaleźli się rzeźnik, szewc i kołodziej.
W XVII w. Olsztyn zaczął pustoszeć, a przyczyniły się do tego przemarsze wojsk, epidemie oraz susze. W 1655 Olsztyn został zniszczony przez Szwedów, przy czym zamek był częściową ruiną jeszcze przed tą wojną. 1 września 1719 r. pożar całkiem strawił wszystkie zabudowania miasta. W 1. połowie XVIII wieku wytyczono olsztyński Rynek, jednak miasto rozwijało się powoli, m.in. w 1791 r. stało w nim 77 domów. Od 1795 miasto przejściowo znajdowało się w zaborze pruskim w prowincji Nowy Śląsk, od 1807 roku – w Księstwie Warszawskim, a ostatecznie od 1815 – w Królestwie Polskim pod zaborem rosyjskim. Ze względu na niewielkie rozmiary miejscowość utraciła status miasta decyzją administracji rosyjskiej w 1870.
W 2019 w jaskini znajdującej się tuż przy słynnym zamku dokonano niezwykłego odkrycia. Znaleziono narzędzia pochodzące sprzed 40 tys. lat wykonane przez neandertalczyków.
W marcu 2020 radni gminy Olsztyn przyjęli uchwałę w sprawie wszczęcia procedury przywrócenia praw miejskich, a w lutym następnego roku w konsultacjach społecznych większość mieszkańców opowiedziała się za przekształceniem w miasto, w związku z czym Rada Ministrów wydała rozporządzenie w sprawie nadania Olsztynowi z dniem 1 stycznia 2022 statusu miasta.

## Zabytki i obiekty turystyczne
- Zamek z XIII wieku
- Kościół św. Jana Chrzciciela
- Spichlerz z 1783 roku przeniesiony z Borowna i zrekonstruowany w 2007 roku
- Ruchoma szopka autorstwa Jana Wewióra, składająca się z 800 figur (w tym 300 ruchomych) (element szlaku architektury drewnianej woj. śląskiego)
- Jurajski Teatr Stodoła
- bunkry poniemieckie z 1944 roku
- cmentarz – mauzoleum, gdzie w czasie II wojny światowej Niemcy grzebali rozstrzelanych w lasach olsztyńskich przez SS i żandarmerię[15], mieszkańców Częstochowy i okolic, więźniów z aresztów Częstochowy i Radomska (w tym zamordowanych podczas Akcji AB), schwytanych partyzantów, jeńców oraz osoby pochwycone w pacyfikacjach okolicznych wsi – łącznie prawdopodobnie 1968 osób[16][17]. Ofiary upamiętniono dwoma pomnikami, symbolicznymi grobami i płaskorzeźbą przedstawiającą scenę rozstrzelania. Na pomniku znajduje się napis „Bohaterom walk o wolność Ojczyzny, pomordowanych w latach 1939–1945”. Na cmentarzu znajdują się także prochy kilkuset[17] jeńców sowieckich, rozstrzelanych przez Niemców w latach 1941–1944.
- okoliczne ostańce i jaskinie (Jaskinia Olsztyńska) – atrakcja dla wspinaczy i speleologów
- Rzeźba „Olsztyńskiego Anioła Stróża”

W pobliżu Olsztyna znajdują się rezerwaty przyrody Sokole Góry i Zielona Góra oraz Góry Towarne.
Szlaki piesze:
- Szlak Orlich Gniazd
- Szlak Warowni Jurajskich
- „Dróżki św. Idziego”. Długość 8 km. Przebieg: Olsztyn – rezerwat Sokole Góry – Zrębice.
- Szlak architektury drewnianej woj. śląskiego. Pętla częstochowska: ruchoma szopka Jana Wewióra w drewnianej chałupie z końca XIX w.

Szlaki rowerowe:
- Jurajski Rowerowy Szlak Orlich Gniazd. Długość 188,3 km.
- Szlak Rowerowy Wokół Gór Sokolich i Olsztyna. Długość 34 km.
- Szlak Rowerowy Olsztyński. Długość 78,3 km. Trasa: Częstochowa – Olsztyn – Zrębice – Piasek – Julianka – Przyrów – Lipnik – Małusy Małe – Mirów.

## Środowisko przyrodnicze

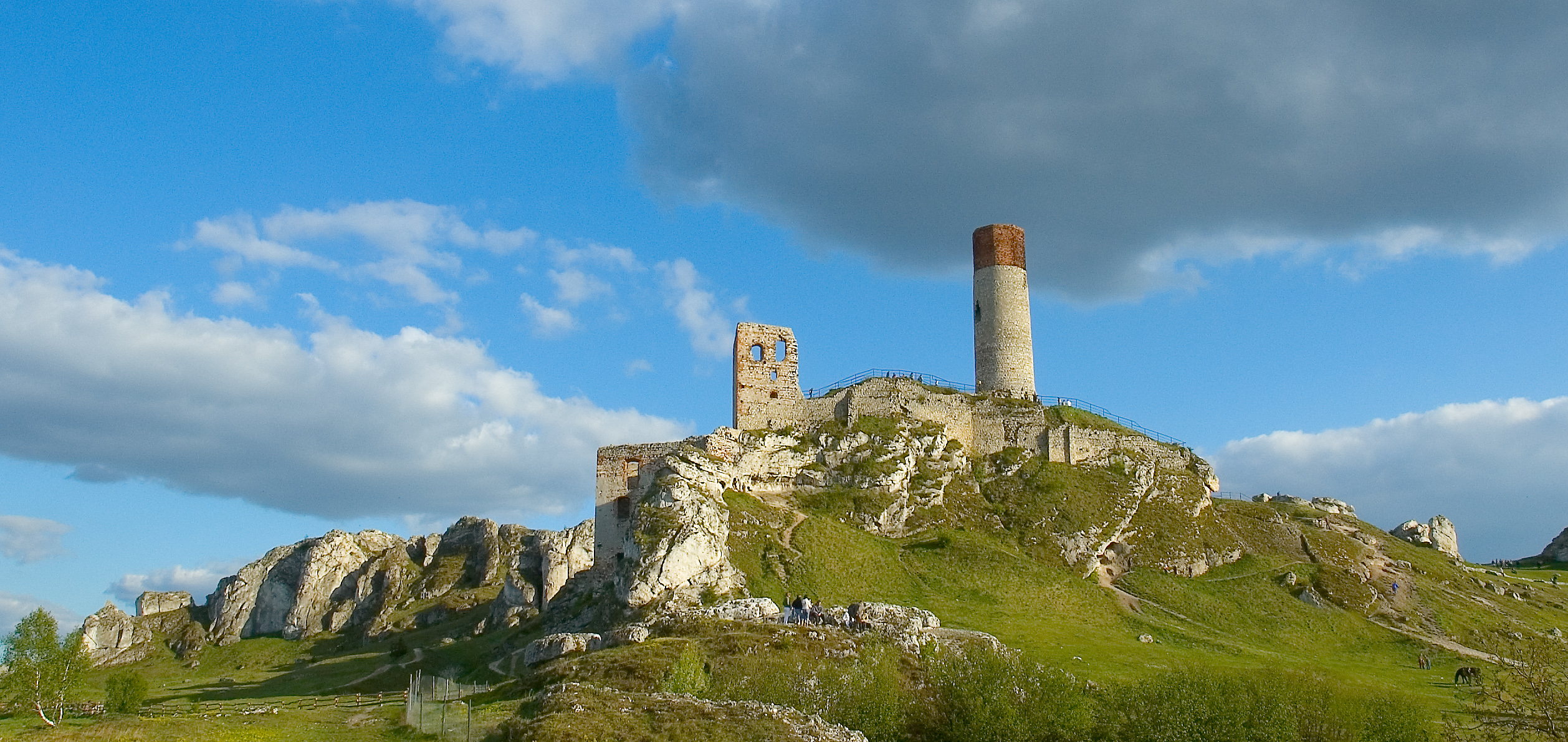
Zamek w Olsztynie

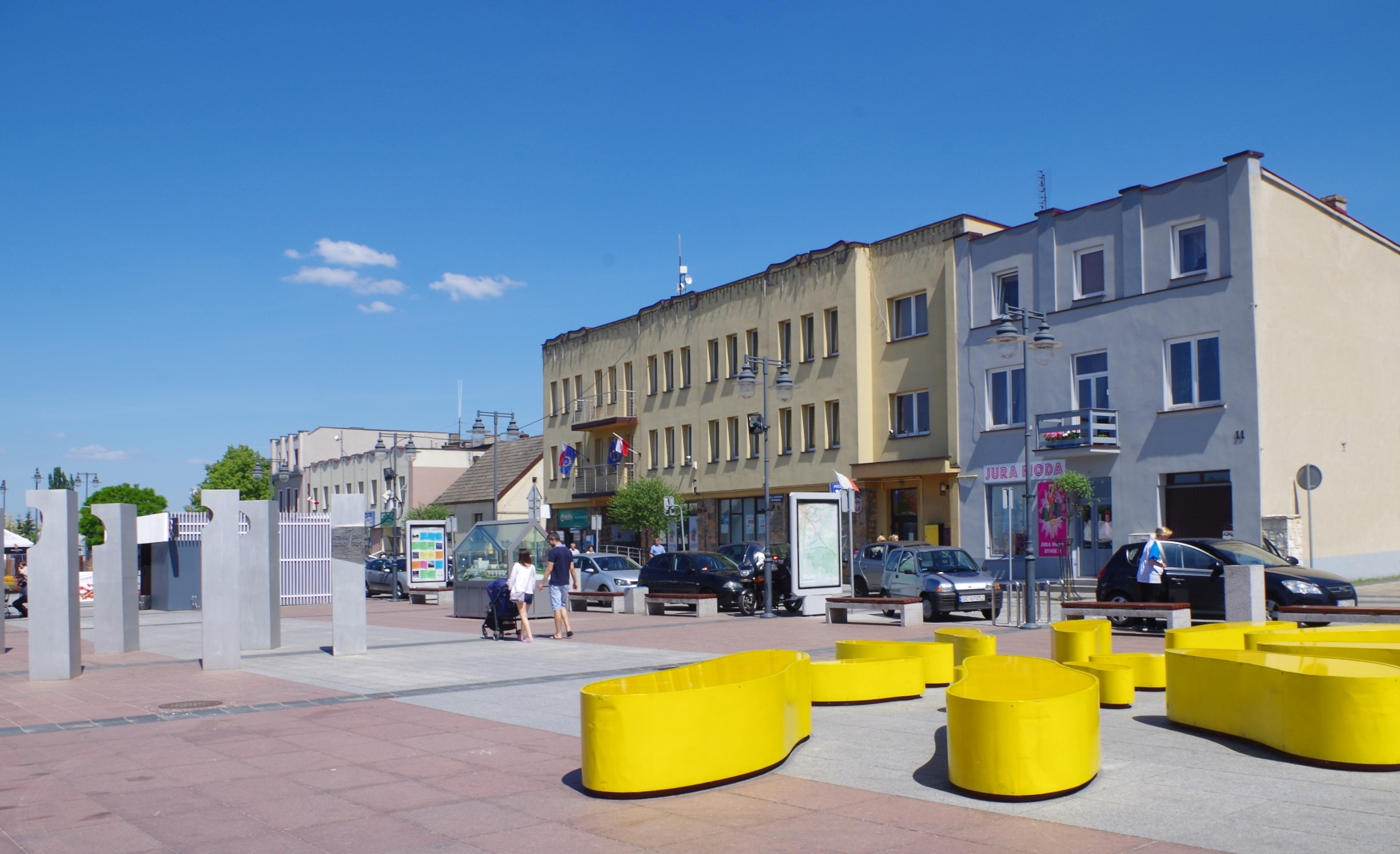
Rynek

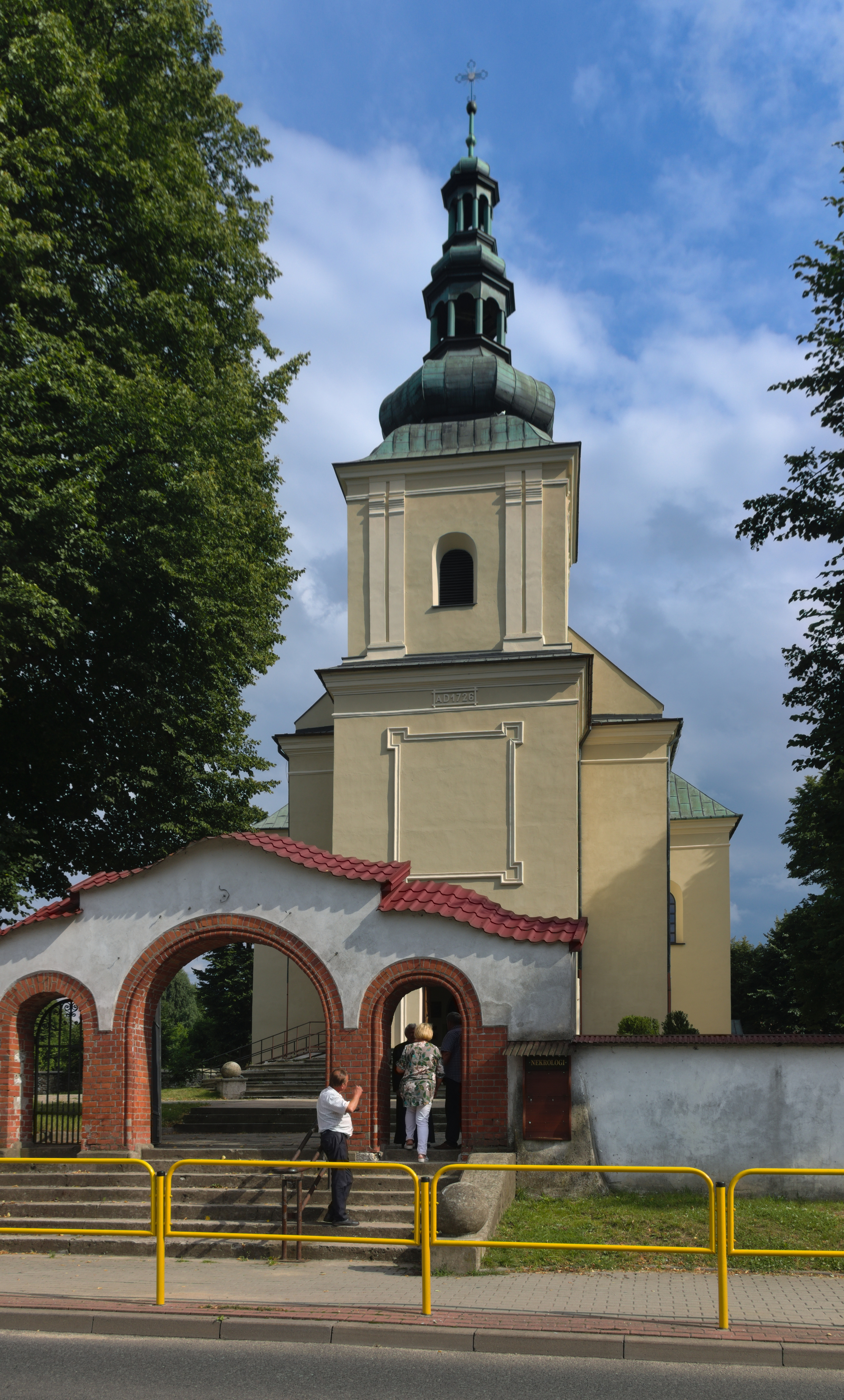
Kościół św. Jana Chrzciciela

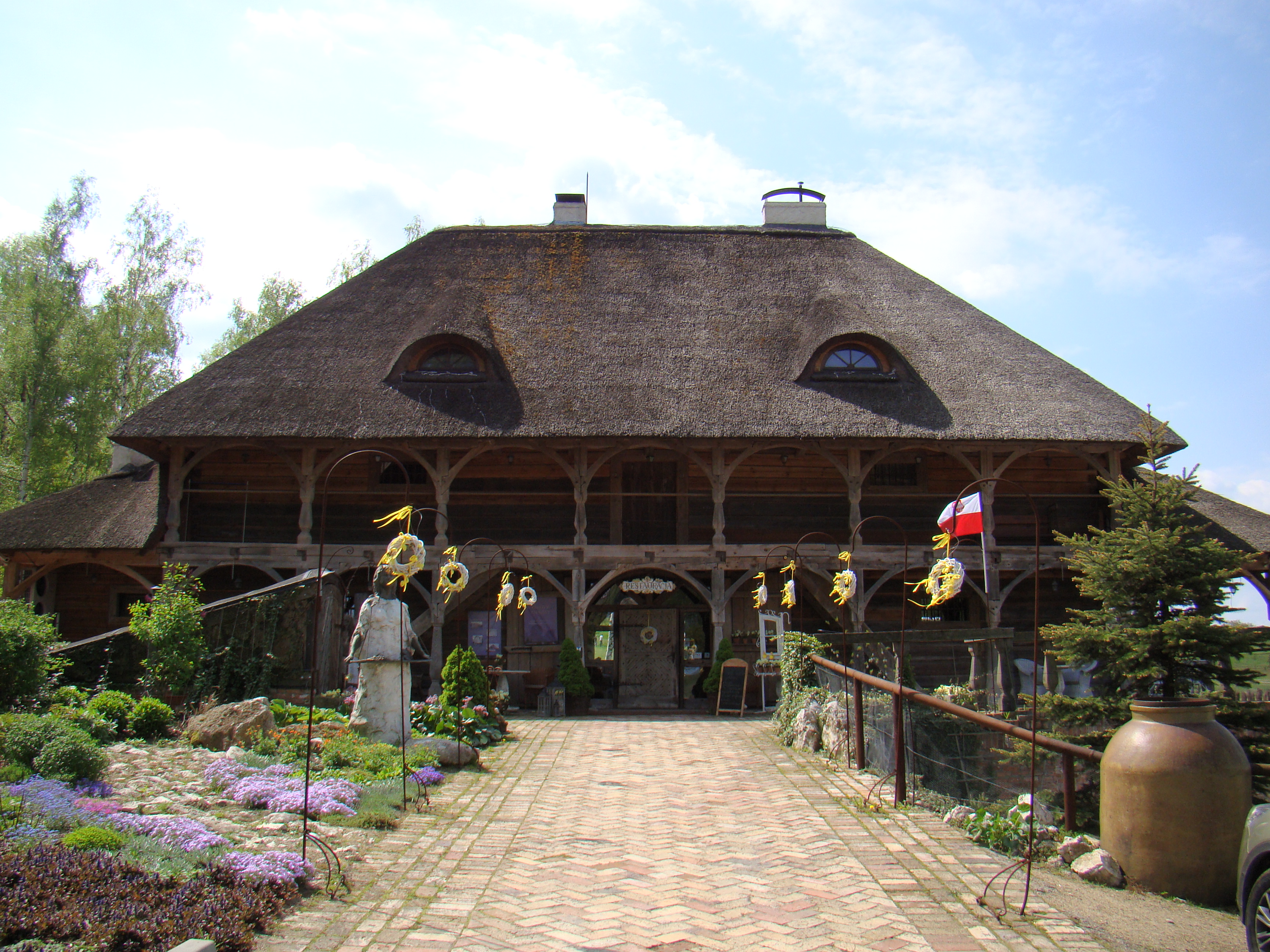
Spichlerz

Często spotykanymi formami w krajobrazie Olsztyna i okolic są niewysokie, skaliste wzgórza oraz występujące samotnie lub grupowo skały wapienne (ostańce). Na stokach tych wzgórz oraz pomiędzy skałkami znajdziemy ciepłe łąki i murawy kserotermiczne o bardzo bogatej roślinności. Występują tu 33 gatunki roślin rzadkich i chronionych. Utrzymaniu tych biocenoz sprzyjają działania ochronne, takie jak wycinka inwazyjnych gatunków drzew i krzewów oraz celowy wypas owiec.
Na stokach Góry Zamkowej, na której wznoszą się ruiny olsztyńskiego zamku, rosną m.in. endemityczna przytulia krakowska, czosnek skalny i goździcznik wycięty. Na zachodnich zboczach tej góry występuje łanowo, jako relikt glacjalny, skalnica gronkowa, która ma tu jedno z nielicznych naturalnych stanowisk poza Karpatami. Obok niej rosną tu i inne gatunki górskie, jak rojnik pospolity, krzyżownica górska gorzka i oryginalna, rzadka i ściśle chroniona paproć podejźrzon księżycowy. Na skałach występują również zanokcica murowa i ożanka pierzastosieczna. W 2013 r. wśród szczelin skalnych stwierdzono tu pojedyncze egzemplarze zapłonki brunatnej – wapieniolubnego gatunku pontyjskiego, który rośnie tu na swej pn.-zach. granicy występowania.
Góra Lipówki znana jest z zakwitającego tu wiosną łanowo zawilca wielkokwiatowego, pośród którego znajdziemy egzemplarze żółto kwitnącej krzewinki – szczodrzeńca rozesłanego. Wśród skał rośną tu fiołek skalny i orlik pospolity, a na szczycie wzgórza przetacznik pagórkowy, który jest rośliną żywicielską dla larw rzadkiego motyla – przeplatki britomartis.
Na północny wschód od centrum Olsztyna, na piaszczystych ugorach, żyje gatunek rzadkiego ptaka kulon zwyczajny.

## Oświata
- Szkoła Podstawowa w Olsztynie

## Sport
- GLKS Sokół Olsztyn
- ULKS LOTKa

## Olsztyn w kulturze
- Wśród ruin zamku w Olsztynie zrealizowano internetowy spektakl muzyczno-baletowy Panegiria: Triumph Satyrów Leśnych, inspirowany panegirykiem Bartosza Paprockiego, napisanym w 1582 roku na cześć króla Stefana Batorego, powracającego z wojny z Moskwą[19].
- W okolicach Olsztyna kręcono m.in. filmy Hrabina Cosel[20], Oczy uroczne, Demony wojny według Goi oraz Młyn i krzyż. W Rękopisie znalezionym w Saragossie zamek ten zagrał posiadłość Kabalisty, a w filmie Polonia Restituta statystowała znaczna część mieszkańców miejscowości. Ostatnio nagrywanym w Olsztynie i okolicach filmem był Klub włóczykijów[20].
- Na zamku kręcono teledysk do piosenki Nie pokonasz miłości wykonywanej przez Ciechowskiego i Gawlińskiego.

## Ludzie związani z Olsztynem
- Ireneusz Bieleninik
- Maciej Borkowic
- Elżbieta Jarosik
- Mateusz Pospieszalski
- Sebastian Ułamek
- Borys Miturski
- Janusz Iwański
- Kasper Karliński

## Transport

### Drogowy
Przez centrum Olsztyna przebiega 46 droga krajowa nr 46, łącząca DK91 w Częstochowie z DK78 w Szczekocinach.
Przez Olsztyn przebiegają następujące drogi powiatowe:
- 1043S Brzyszów - Olsztyn
- 1045S Olsztyn - Turów
- 1065S Olsztyn - Biskupice[21][22]

## Komunikacja
Komunikację gminy Olsztyn z Częstochową zapewnia MPK Częstochowa.